# The New Adventures of Speed Racer
The New Adventures of Speed Racer (no Brasil,  As Novas Aventuras Speed Racer) é série de animação, criada em 1993 para ser uma atualização da série de animação japonesa Speed Racer. Esta nova versão americana não obteve exito e só durou  uma única temporada de 13 episódios..
O "New Adventures" parte do título vem de documentos oficiais utilizados para anúncios de TV. O show em si é referido na tela simplesmente como "Speed Racer".
Em 1994 a Editora Escala editou a revista em quadrinhos "As Novas Aventuras de Speed Racer", inspirada nesta série, produzida nos EUA pela editora Now Comics. Apesar de ser baseada num anime, ela não pode ser considerada um murikanime por não apresentar influências do estilo de produção japonesa.

Coincidentemente, o título da série pode ser traduzido como As Novas Aventuras de Speed Racer, que é como a série Speed Racer X ficou conhecida no Brasil quando foi exibida pelo Cartoon Network Brasil.